# Dimitrie Iov
Dimitrie Iov (n. 9 martie 1888, sat Uricani, orașul Flămânzi, județul Botoșani – d. 20 august 1959, Gherla) a fost un poet și prozator român, director al Teatrului Național din Iași între 1942 și 1944. Pe numele său real, Dumitru Iov.

## Biografie
Dumitru Iov a fost fiul lui Teodor Iov și al Ecaterinei, comercianți.
A făcut Școala Comercială Superioară din Iași fiind apoi numit primul director al teatrului de propagandă din Basarabia (1919) și Inspector general al artelor în Basarabia (1920). A fost ales deputat (1926), senator (1931) și prefect de Soroca (în 1921 și 1926).
A debutat în 1911 la revista Luceafărul din Sibiu.
A colaborat la revistele: Flacăra, Ramuri, Drum drept, Țara noastră, Doina, Solia, Capitala, Viața literară, Facla, Cosînzeana, Adevărul literar, Gânduri bune, Dacia, Adevărul, Dimineața, Universul, Ordinea, Îndreptarea, Sfatul Țării, etc.
A condus periodicele Renașterea Moldovei, Biblioteca copiilor și tinerimii, Cuvântul, Cuvântul nostru și Basarabia de Sus.
Arestat de Securitate la 10 noiembrie 1956 sub acuzația de uneltire și agitație publică, D. Iov a fost condamnat la 6 ani de închisoare, fiind încarcerat în închisorile Jilava și Gherla. Se va stinge din viață pe 20 august 1959, în timp ce era încarcerat la penitenciarul din Gherla.

## Distincții
- Ordinul „Coroana României” în gradul de Cavaler (31 mai 1932)[1]
- Ordinul Meritul Cultural în gradul de Cavaler cl. I, pentru litere (23 septembrie 1942)[2]

## Pseudonime
- D. Codru
- Delaflăminzi (Universul literar, 1911 - 1912)
- D. lov-Solferino (Freamătul, Tecuci, 1911; Universul literar, 1910)
- D. Liuba
- D. Luncă
- Ion Opincă
- Mihail Oțel
- D. Pădure
- Vladimir Sacară
- Solferino (Freamătul, Tecuci, apoi Bârlad, 1911 - 1912; Universul literar, 1911 - 1912).

## Volume publicate
- Scrisori către un nepot: moartea Regelui Carol (Craiova: Ramuri, 1915);
- În lunca Trotușului (nuvele și schițe, București: România Nouă, 1923);
- Amintiri și lacrimi (nuvele și schițe, București: 1932);
- Priveliști basarabene (București: Naționala-Mecu, 1941);
- Gospodarul din Orhei (nuvele și schițe, București, Monitorul Oficial, 1942);
- Biruitorii de la Țiganca (București, Universul, 1943);
- Covor basarabean (versuri, Iași, Cartea Moldovei, 1943);
- D-aia n-are ursul coadă... (București: Vremea, 1943);
- Moldova de la Nistru (București: Dacia Traiană, 1943);
- Duduia Adela (nuvele și schițe, București, [19--]);
- Basarabia și Bucovina de Sus sub noua stăpânire (1940, 1941);
- Sub călcâiul comunist. Pagini de crud adevăr (1941);
- Scrieri, în două volume.Editura Știința, Chișinău, 2017, Colecția Moștenire,  Ediție de Mihai și Teodor Papuc;
- în manuscris romanul Vulpea de baltă, culegerea de nuvele Bărbieria din Hârlău și trilogia Basarabiei Cărți poștale. Figurează în antologiile: Mireasa de peste Prut (Al. Darie, București: 1994) și Crizantema de la frontieră (V. Bâtcă, București: 1996).